# Jean Laherrère
Jean H. Laherrère est un ingénieur pétrolier et consultant français, né à Pau le 30 mai 1931. Il est connu comme coauteur avec Colin Campbell d'un article remarqué dans la revue Scientific American en 1998 intitulé « The End of Cheap Oil » (« la fin du pétrole bon marché ») , dans lequel il avait prédit le plateau de production du pétrole conventionnel.

## Biographie
Ancien élève de l'École polytechnique, Jean Laherrère travaille pendant trente-sept ans pour la Compagnie Française des Pétroles (CFP) devenue Total. Ses travaux sur les sondages de réfraction sismique ont contribué à la découverte du plus grand champ pétrolifère d'Afrique : Hassi Messaoud et Hassi R'Mel.
Après son départ à la retraite, Jean Laherrère a donné des conseils dans le monde entier sur l'avenir de l'exploration et de la production du pétrole et du gaz naturel. C'est un membre actif de l'Association for the Study of Peak Oil and Gas (association pour l'étude des pics pétrolier et gazier), et il continue de contribuer à des analyses détaillées et à des projections de la production mondiale d'énergie.
Jean Laherrère est conseiller pour l'Oil Depletion Analysis Centre (en).
En 2005, Jean Laherrère a fait une estimation de la date prévisionnelle du pic pétrolier, à partir de l'étude des 20 000 gisements de pétrole dans le monde. Il situe le pic pétrolier vers 2015, avec une fourchette d'incertitude allant de 2010 à 2020. Jean Laherrère a préfacé le livre de Jean-Luc Wingert, La Vie après le pétrole.